# 陈韨
陈韨，字象衡。江苏仪征籍，居江苏扬州。清朝政治人物、进士出身。咸丰六年（1856年）丙辰科进士。户部主事。
同治年间，陈韨在夹剪桥10号兴建小圃，占地面积650平方米。现为扬州市文物保护单位。
- 父：陳嘉樹（号仲云，1781—1841），道光二年（1822年）壬午恩科进士
- 弟：陈彝（字六舟，1827—1890），同治元年（1862年）壬戌科进士；
- 子：陈咸庆，过继给大哥陈辂为子，清光绪九年（1883年）癸未科进士。